# Aulnay-sur-Mauldre
Aulnay-sur-Mauldre là một xã ở tỉnh Yvelines, trong vùng Île-de-France của Pháp. Xã này có cự ly 44 km về phía tây của thủ đô Paris, 13 km về phía đông nam Mantes-la-Jolie.

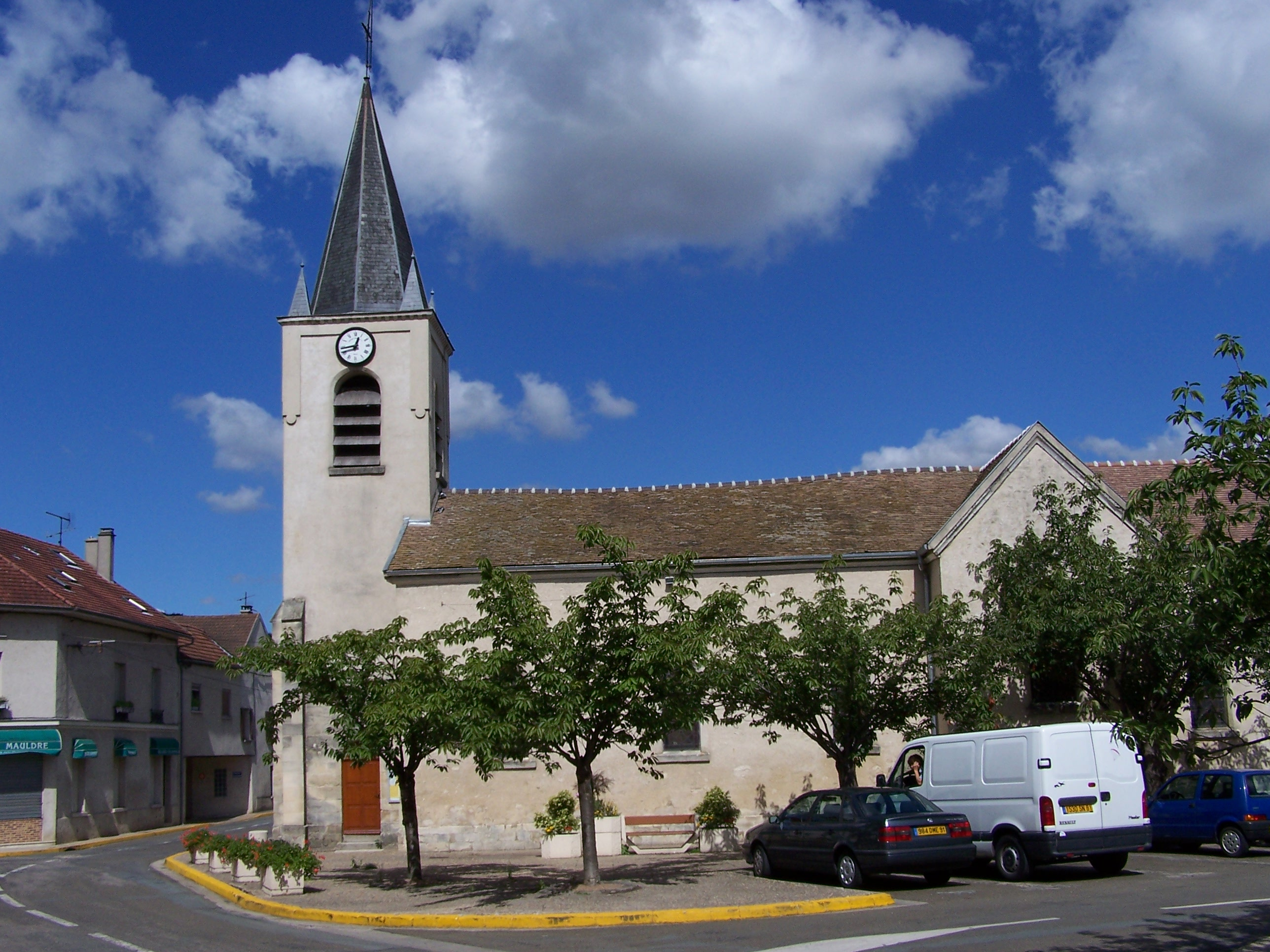
Nhà thờ Saint-Étienne

Người dân địa phương trong tiếng Pháp gọi là Aulnaysiens.

## Biến động dân số
| 1793 | 1800 | 1806 | 1821 | 1831 | 1836 | 1841 | 1846 | 1851 |
| ---- | ---- | ---- | ---- | ---- | ---- | ---- | ---- | ---- |
| 314  | 318  | 365  | 340  | 299  | 321  | 322  | 307  | 312  |

| 1856 | 1861 | 1866 | 1872 | 1876 | 1881 | 1886 | 1891 | 1896 |
| ---- | ---- | ---- | ---- | ---- | ---- | ---- | ---- | ---- |
| 280  | 300  | 289  | 308  | 285  | 307  | 308  | 292  | 334  |

| 1901 | 1906 | 1911 | 1921 | 1926 | 1931 | 1936 | 1946 | 1954 |
| ---- | ---- | ---- | ---- | ---- | ---- | ---- | ---- | ---- |
| 379  | 385  | 362  | 341  | 483  | 412  | 383  | 363  | 396  |

| 1962                                         | 1968 | 1975 | 1982 | 1990  | 1999  | - | - | - |
| -------------------------------------------- | ---- | ---- | ---- | ----- | ----- | - | - | - |
| 541                                          | 521  | 585  | 959  | 1 026 | 1 105 | - | - | - |
| Số liệu kể từ 1962 : dân số không tính trùng |      |      |      |       |       |   |   |   |

## Hành chính

### Les maires d'Aulnay-sur-Mauldre
| Danh sách các thị trưởng               |           |                    |      |         |
| Giai đoạn                              | Giai đoạn | Tên                | Đảng | Tư cách |
| mars 2004                              | 2008      | Gérard Loisnel     |      |         |
| mars 2008                              | 2014      | Catherine Delaunay |      |         |
| Tất cả các dữ liệu trước đây không rõ. |           |                    |      |         |